# 中国驻叙利亚大使馆
中华人民共和国驻阿拉伯叙利亚共和国大使馆（阿拉伯语：سفارة جمهورية الصين الشعبية لدى الجمهورية العربية السورية），简称中国驻叙利亚大使馆，是中华人民共和国驻叙利亚的外交代表机构，位于大马士革市阿塔阿尤比街83号（83，Rue Ata Ayoubi，Damascus）。

## 机构设置
中国驻叙利亚大使馆设置下列机构：
- 政治处
- 经商处
- 武官处
- 领事部
- 办公室